# Le Canapé couleur de feu
Le Canapé couleur de feu est un conte de fées licencieux, écrit par Louis-Charles Fougeret de Monbron et publié pour la première fois en 1741.

## Édition
La première publication (sans nom d'auteur) date de 1741 à Amsterdam, par La Compagnie des libraires,.

## Intrigue
Guillaume Apollinaire nous la résume ainsi : « Un chevalier, n’ayant pu satisfaire aux désirs de la laide fée Crapaudine, elle le métamorphose en canapé ; il ne doit reprendre sa forme première que lorsque pareille mésaventure aura lieu sur lui. Cela ne manque point d’arriver lors de la noce d’un vieux procureur. ». Onze chapitres forment autant de petites saynètes érotiques.
L'argument est assez proche du Sopha, conte moral de Crébillon fils qui date de la même époque (publié en 1742).

## Thèmes
La féérie est peu présente, et sert d'argument à une série d'historiettes dont la toile de fond est la France du XVIIIe siècle.